# Doriella distincta
Doriella distincta är en tvåvingeart som först beskrevs av Christian Rudolph Wilhelm Wiedemann 1824.  Doriella distincta ingår i släktet Doriella och familjen parasitflugor. Inga underarter finns listade i Catalogue of Life.